# Konrad Feilchenfeldt

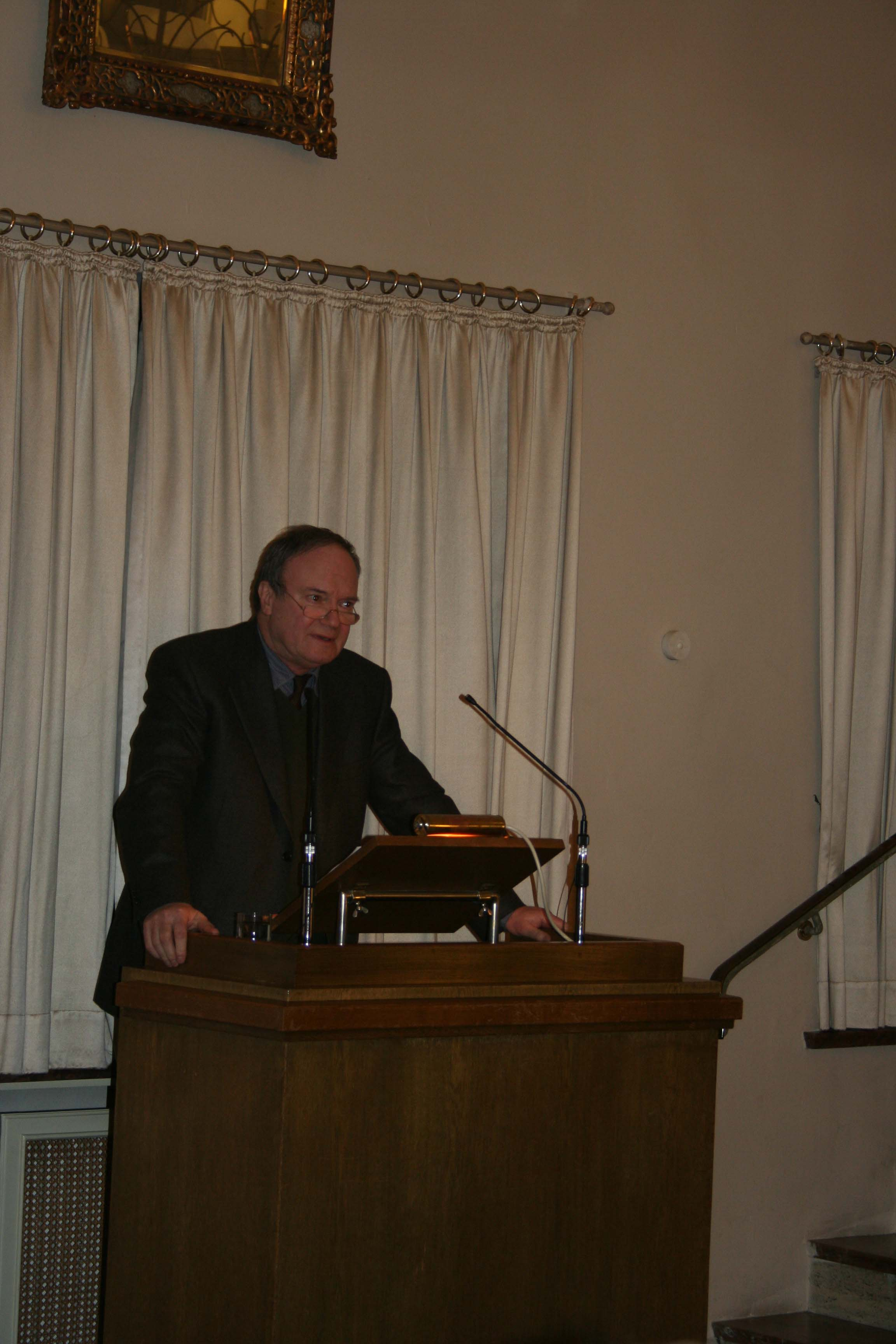
Konrad Feilchenfeldt bei einem Vortrag im Goethe-Museum Düsseldorf (2010)

Konrad Feilchenfeldt (* 20. April 1944 in Zürich) ist ein schweizerisch-deutscher Literaturwissenschaftler und emeritierter Professor für Neuere Deutsche Literatur an der Ludwig-Maximilians-Universität München.

## Biographie
Feilchenfeldt stammt aus einer jüdischen Familie, die während des Nationalsozialismus aus Berlin in die Schweiz emigrierte.  Seine Mutter war die Fotografin und Kunsthändlerin Marianne Breslauer. Sein Vater, der Kunsthändler Walter Feilchenfeldt, ließ ihn im Jahr 1952 zusammen mit seinem Bruder Walter von Oskar Kokoschka porträtieren.
Feilchenfeldt studierte Literaturwissenschaft und Geschichte und lehrte zunächst als Privatdozent und später als Professor an der Universität München.
Zu seinen Forschungs- und Publikationsschwerpunkten gehören die Geschichte der Juden in Deutschland, die Romantik und die Exilliteratur. Er veröffentlichte insbesondere zu Clemens Brentano, Philipp Otto Runge, Rahel Varnhagen und Karl August Varnhagen von Ense, ferner zu Bertolt Brecht und Oskar Maria Graf.

## Wichtige Publikationen
- Zeitbetrachtung als Lebensgefühl. Studien zu Varnhagen von Ense (1970)
- Varnhagen als Historiker (1971)
- Clemens Brentano/Philipp Otto Runge: Briefwechsel (1974)
- Bertolt Brecht. Trommeln in der Nacht (1976)
- Rahel-Bibliothek (1983; Mit-Herausgeber)
- Clemens Brentano: Sämtliche Werke und Briefe. Historisch-kritische Ausgabe (1985; Mit-Herausgeber)
- Deutsche Exilliteratur 1933–1945 (1986)
- Schnittpunkt Romantik (1997, zusammen mit Wolfgang Bunzel und Walter Schmitz)
- Karl August Varnhagen von Ense: Werke in fünf Bänden (1987–1990, Herausgeber)